# Alwyn Van der Merwe
Alwyn Van der Merwe amerikai fizikus, alapító atyja a Foundations of Physics tudományos folyóiratnak.
Alwyn Van der Merwe vette át a vezető szerkesztői pozíciót a Nobel-díjas Gerardus ’t Hoofttól 1999-ben és a Foundations of Physics Letters egybeolvadt a Foundations of Physicsszel.
Híres szerkesztők a folyóiratnál: Louis de Broglie, Robert H. Dicke, Murray Gell-Mann, Abdus Salam, Ilya Prigogine és Nathan Rosen.
Alwyn Van der Merwe egyben az alapító tagja a Telesio – Galilei Tudományos Akadémiának is Francesco Fucilla, Ruggero Maria Santilli, Myron W. Evans, Jeremy Dunning Davies, Diego Lucio Rapoport és Lawrence Paul Horwitzcal.
Több díjban is részesült a tudományhoz való hozzájárulásáért pl. 2008-ban a Telesio – Galilei Tudományos Akadémia Arany Medál-díj.

## Könyvei
- 2007 Controlled Nucleosynthesis: Breakthroughs in Experiment and Theory
- 1997 New Developments on Fundamental Problems in Quantum Physics (Fundamental Theories of Physics)
- 1995 Fundamental Problems in Quantum Physics (Fundamental Theories of Physics)
- 1994 Waves and Particles in Light and Matter
- 1993 International Conference on Bells Theorem and the Foundations of Modern Physics: Palazzo Del Ridotto, Cesena, Italy, 7-10 October, 1991
- 1990 Quantum Paradoxes and Physical Reality
- 1988 Microphysical Reality and Quantum Formalism, Vol. 1 (Fundamental Theories of Physics)
- 1988 Microphysical Reality and Quantum Formalism, Vol. 2 (Fundamental Theories of Physics)
- 1988 The Nature of Quantum Paradoxes: Italian Studies in the Foundations and Philosophy of Modern Physics (Fundamental Theories of Physics)
- 1984 Open Questions in Quantum Physics: Invited Papers on the Foundations of Microphysics (Fundamental Theories of Physics)